# Чаоян (Чанчунь)
Чаоя́н (кит. упр. 朝阳, пиньинь Cháoyáng) — район городского подчинения города субпровинциального значения Чанчунь провинции Гирин (КНР).

## История
После освобождения Чанчуня силами НОАК в 1948 году районы Чжунхуа и Аньминь были объединены в новый район Чжунхуа. В 1955 году он был переименован в Чаоян.

## Административное деление
Район Чаоян делится на 10 уличных комитетов, 2 посёлка и 1 волость.

## Соседние административные единицы
Район Чаоян граничит со следующими административными единицами:
- Район Наньгуань (на востоке)
- Район Куаньчэн (на севере)
- Район Луюань (на северо-западе)
- Городской округ Сыпин (на юго-западе)